# James T. Lynn
James Thomas Lynn (Cleveland, 27 febbraio 1927 – Bethesda, 6 dicembre 2010) è stato un politico statunitense, Segretario della Casa e dello Sviluppo Urbano durante le presidenze di Richard Nixon e Gerald Ford dal 1973 al 1975. È stato anche direttore dell'Ufficio per la gestione e il bilancio dal 1975 al 1977.

## Biografia
Lynn nasce a Cleveland, nell'Ohio. Laureatosi alla Case Western Reserve University nel 1948 con il massimo dei voti, ottiene un'altra laurea in legge presso l'Università di Harvard. Ha successivamente lavorato per lo studio legale Jones Day dal 1960 al 1969, quando è stato nominato consigliere generale del Dipartimento del Commercio.
Nel 1973 fu chiamato dal presidente Richard Nixon a ricoprire il ruolo di Segretario della Casa e dello Sviluppo Urbano. Riconfermato poi dal presidente Ford nel suo governo dopo le dimissioni di Nixon, venne poi nominato direttore dell'Ufficio per la gestione e il bilancio nel 1975 e rimase in carica fino al 1977.